# 白山與三田
《白山與三田》是日本漫畫家創作的戀愛喜劇題材漫畫作品，自2021年12月起在小學館旗下雜誌《週刊少年Sunday》連載，至2024年1月完結，全100話。

## 劇情大綱
故事背景為日本鄉下的小鎮，高二男學生白山辰彥對這裏感到厭煩，並以前往東京讀大學為目標。某日他救了在田裡摔倒的三田建設公司社長，社長便把自己的孫女三田民子介紹給白山，打算撮合他們成為情侶。在約會幾次後，兩人互相產生好感，並決定畢業後結伴到東京。隨故事進展，白山和三田都拜訪過對方的家庭，也認識了對方的朋友，並和對方的親戚朋友建立了良好的關係。兩人一起打電玩、到東京巢鴨約會、到廢墟探險、逛祭典，彼此的感情日漸深厚。

## 出版
| 卷數 | 小學館         | 小學館                 |
| 卷數 | 發售日期       | ISBN                   |
| ---- | -------------- | ---------------------- |
| 1    | 2022年4月18日  | ISBN 978-4-09-851061-0 |
| 2    | 2022年5月18日  | ISBN 978-4-09-851125-9 |
| 3    | 2022年8月18日  | ISBN 978-4-09-851222-5 |
| 4    | 2022年11月18日 | ISBN 978-4-09-851389-5 |
| 5    | 2023年2月16日  | ISBN 978-4-09-852054-1 |
| 6    | 2023年5月18日  | ISBN 978-4-09-852054-1 |
| 7    | 2023年8月18日  | ISBN 978-4-09-852781-6 |
| 8    | 2023年11月17日 | ISBN 978-4-09-853014-4 |

## 迴響
該作品被選入2022年的下一部人氣漫畫大賞，在紙本漫畫類別排第10名。

## 外部連結
- 官方網站 （日語）